# 森特艾蘭 (紐約州)
森特艾蘭（英語：Centre Island）是位於美國紐約州拿騷縣的村。

## 人口
根據2020年美國人口普查的數據，森特艾蘭的面積為2.83平方千米，皆為陸地。當地共有人口407人，而人口密度為每平方千米144人。